# Saison 2020-2021 du Leicester City FC
Maillots
Chronologie
Saison précédente Saison suivante
La saison 2020-2021 du Leicester City Football Club est la cent-seizième saison du club et la cinquante-troisième en première division, cette saison-là le club est engagé en Premier League, en FA Cup, en EFL Cup et en Ligue Europa.

## Pré-saison

### Août et septembre
Vu le contexte particulier de la saison passée à cause de la pandémie du Covid-19, le club a dû jouer le dernier match de la saison contre Manchester United. Leicester City ne joue que trois matchs amicaux, le premier à Birmingham City (20e du championnat de Championship lors de la saison 2019-2020), le deuxième face à Sheffield Wednesday (15e de Championship 2019-2020) et le dernier face à Blackburn Rovers (11e de Championship 2019-2020).

## Transferts
Le tableau suivant liste les transferts de joueurs arrivant ou partant de Leicester City durant le mercato estival 2020 (à cheval sur la saison 2019-2020 terminée courant août).

### Transferts estivaux
| Nom                      | Nationalité    | Âge | Poste     | Transfert      | Provenance/Destination | Division                    |
| Arrivées                 |                |     |           |                |                        |                             |
| Wesley Fofana            | France         | 19  | Défenseur | 40M€           | AS Saint-Étienne       | Ligue 1                     |
| Timothy Castagne         | Belgique       | 24  | Défenseur | 21M€           | Atalanta Bergame       | Serie A                     |
| Thanawat Suengchitthawon | Thaïlande      | 21  | Attaquant | Libre          | AS Nancy-Lorraine      | Ligue 2                     |
| Zach Booth               | États-Unis     | 17  | Défenseur | Libre          | Real Salt Lake         | Major League Soccer         |
| Cengiz Ünder             | Turquie        | 23  | Attaquant | Prêt           | AS Rome                | Serie A                     |
| Daniel Iversen           | Danemark       | 23  | Gardien   | Retour de prêt | Rotherham United       | League One                  |
| Josh Knight              | Angleterre     | 23  | Défénseur | Retour de prêt | Peterborough United    | League One                  |
| Ryan Loft                | Angleterre     | 22  | Attaquant | Retour de prêt | Carlisle United        | League Two                  |
| Layton Ndukwu            | Angleterre     | 22  | Attaquant | Retour de prêt | Southend United        | League One                  |
| Islam Slimani            | Algérie        | 32  | Attaquant | Retour de prêt | AS Monaco              | Ligue 1                     |
| Adrien Silva             | Portugal       | 31  | Attaquant | Retour de prêt | AS Monaco              | Ligue 1                     |
| Sam Hughes               | Angleterre     | 23  | Défenseur | Retour de prêt | Salford City           | League Two                  |
| Fousseni Diabaté         | Mali           | 24  | Attaquant | Retour de prêt | Sivasspor              | Superlïg                    |
| Rachid Ghezzal           | Algérie        | 28  | Attaquant | Retour de prêt | ACF Fiorentina         | Serie A                     |
| George Thomas            | Pays de Galles | 23  | Milieu    | Retour de prêt | ADO Den Haag           | Eredivisie                  |
| Andy King                | Pays de Galles | 31  | Milieu    | Retour de prêt | Huddersfeild Town      | Premier League              |
| Kiernan Dewsbury-Hall    | Angleterre     | 22  | Milieu    | Retour de prêt | Blackpool              | League One                  |
| Admiral Muskwe           | Zimbabwe       | 22  | Milieu    | Retour de prêt | Swindon Town           | League One                  |
| Mitch Clark              | Pays de Galles | 21  | Défenseur | Retour de prêt | Port Vale              | League Two                  |
| Filip Benković           | Croatie        | 23  | Défenseur | Retour de prêt | Bristol City           | Championship                |
| Départs                  |                |     |           |                |                        |                             |
| Ben Chilwell             | Angleterre     | 23  | Milieu    | 50M€           | Chelsea                | Premier League              |
| Calvin Bassey            | Angleterre     | 20  | Milieu    | Libre          | Rangers                | Scottish Premiership        |
| Faiq Bolkiah             | Brunei         | 21  | Milieu    | Libre,         | Marítimo               | Liga NOS                    |
| Rhys Davies              | Pays de Galles | 20  | Gardien   | Libre,         | Belper Town            | NPL Division One South East |
| Ed Elewa-Ikpakwu         | Angleterre     | 19  | Défenseur | Libre          | Lancaster City         | NPL Premier Division        |
| Viktor Johansson         | Suède          | 21  | Gardien   | Libre,         | Rotherham United       | Championship                |
| Justen Kranthove         | Pays-Bas       | 20  | Défenseur | Libre          | Sans club              | Sans club                   |
| Ryan Loft                | Angleterre     | 22  | Attaquant | Libre,         | Scunthorpe United      | League Two                  |
| Conor Tee                | Irlande        | 20  | Milieu    | Libre,         | Brackley Town          | National League North       |
| George Thomas            | Pays de Galles | 23  | Milieu    | Libre,         | Queens Park Rangers    | Championship                |
| Andy King                | Pays de Galles | 31  | Milieu    | Libre,         | Oud-Heverlee Louvain   | Jupiler Pro League          |
| Bartosz Kapustka         | Pologne        | 23  | Milieu    | Inconnu        | Legia Varsovie         | Ekstraklasa                 |
| Connor Barrett           | Angleterre     | 18  | Défenseur | Libre          | Burnley                | Premier League              |
| Liam Louglan             | Angleterre     | 18  | Milieu    | Libre          | Salford City           | League Two                  |
| Fousseni Diabaté         | Mali           | 24  | Attaquant | Inconnu        | Trabzonspor            | Superlïg                    |
| Adrien Silva             | Portugal       | 31  | Milieu    | Libre          | UC Sampdoria           | Serie A                     |
| Daniel Iversen           | Danemark       | 23  | Gardien   | Prêt,          | Oud-Heverlee Louvain   | Jupiler Pro League          |
| George Hirst             | Angleterre     | 21  | Attaquant | Prêt           | Rotherham United       | League One                  |
| Josh Eppiah              | Belgique       | 21  | Attaquant | Prêt           | Oud-Heverlee Louvain   | Jupiler Pro League          |
| Darnell Johnson          | Angleterre     | 22  | Défenseur | Prêt           | Wigan Athletic         | League One                  |
| Rachid Ghezzal           | Algérie        | 28  | Milieu    | Prêt           | Besiktas               | Superlig                    |
| Josh Knight              | Angleterre     | 23  | Milieu    | Prêt,          | Wycombe Wanderers      | Championship                |
| Mitch Clark              | Pays de Galles | 22  | Défenseur | Prêt           | Port Vale              | League Two                  |
| Sam Hughes               | Angleterre     | 23  | Défenseur | Prêt           | Burton Albion          | League One                  |
| Filip Benković           | Croatie        | 23  | Milieu    | Prêt,          | Cardiff City           | Championship                |
| Kiernan Dewsbury-Hall    | Angleterre     | 22  | Milieu    | Prêt           | Luton Town             | Championship                |
| Matty James              | Angleterre     | 29  | Milieu    | Prêt,          | Barnsley               | Championship                |

### Transferts hivernaux
| Nom             | Nationalité | Âge | Poste     | Transfert | Provenance/Destination | Division             |
| Arrivées        |             |     |           |           |                        |                      |
| Jacob Wakeling  | Angleterre  | 17  | Attaquant | Libre     | Alvechurch             | SFL Premier Division |
| Départs         |             |     |           |           |                        |                      |
| Islam Slimani   | Algérie     | 32  | Attaquant | Libre     | Olympique Lyonnais     | Ligue 1              |
| Demarai Gray    | Angleterre  | 24  | Milieu    | Inconnu   | Bayer Leverkusen       | Bundesliga           |
| Admiral Muskwe  | Zimbabwe    | 21  | Attaquant | Prêt      | Wycombe Wanderers      | Championship         |
| Matty James     | Angleterre  | 29  | Milieu    | Prêt      | Coventry City          | Championship         |
| Daniel Iversen  | Danemark    | 23  | Gardien   | Prêt      | Preston North End      | Championship         |
| Filip Benković  | Croatie     | 23  | Milieu    | Prêt      | Oud-Heverlee Louvain   | Jupiler Pro League   |
| Darnell Johnson | Angleterre  | 22  | Défenseur | Prêt      | AFC Wimbledon          | Championship         |
| Callum Wright   | Angleterre  | 20  | Milieu    | Prêt      | Cheltenham Town        | League Two           |

## Effectif 2020-2021
Ce tableau liste l'effectif professionnel de Leicester City pour la saison 2020-2021.

## Championnat

### Premier League

#### Septembre
Pour son retour en Premier League, Leicester se déplace à la pelouse du West Bromwich Albion après un mi-temps vierge et solide, Timothy Castagne ouvre le compteur de la saison grâce à une passe décisive de Dennis Praet à la 56e minute, ensuite Jamie Vardy obtient un pénalty concédé par Kyle Bartley alors que Harvey Barnes à pourtant le ballon et le marque sans problème à la 74e minute, Vardy obtient encore un penalty dix minutes plus tard à cause d'une faute de Dara O'Shea sur James Justin avant de marquer permettant à son équipe de s'imposer 3 buts à 0 pour son premier match.
Pour le deuxième match, Leicester reçoit à domicile Burnley, cependant les Foxes débutent mal la première mi-temps en encaissant un but marqué par Chris Wood après dix minutes, malgré ce but encaissé les Foxes parviennent à égaliser grâce à Harvey Barnes sur une passe décisive de Timothy Castagne, lors de la deuxième mi-temps, Erik Pieters marque contre son camp qui donne l'avantage à Leicester, à la 61e minute James Justin marque et permet à son équipe de mener trois buts à un, Dunne parvient à réduire le score à la 73e minute lors d'un coup franc tiré par Dwight McNeil, mais Leicester ne se laisse pas faire et marque un but grâce à un but de Dennis Praet avec une passe décisive de Timothy Castagne six minutes plus tard qui permettra aux Foxes de l'emporter quatre buts à deux.
Pour son troisième match, Leicester se déplace à l'Etihad Stadium pour y affronter Manchester City, seulement après quatre minutes de jeu, Riyad Mahrez (ancien joueur de Leicester) ouvre la marque pour les Cityzens, cependant trente minutes plus tard Kyle Walker provoque un penalty pour Leicester en taclant Jamie Vardy, penalty transformé par ce dernier, lors de la seconde mi-temps, Jamie Vardy marque un nouveau but grâce à une passe décisive de Timothy Castagne à la 53e minute, cinq minutes plus tard le jeune Eric García tacle provoque un faute sur Vardy synonyme de penalty, transformé encore par ce dernier, vingt minutes plus tard James Maddison marque sur un beau tir d'une passe décisive du français Nampalys Mendy, sept minutes plus tard Nathan Aké parvient à réduire la marque sur corner, mais quatre minutes plus tard João Cancelo provoque encore une fois de plus un penalty pour Leicester en faisant tomber Maddison, penalty transformé par Youri Tielemans qui permet aux Foxes de s'imposer cinq buts à deux, c'est la première fois que Leicester inflige un lourde défaite face à City, c'est aussi la première fois depuis le 10 décembre 2016 que les Foxes inflige un revers aux Cityzens, ils s'étaient imposés quatre buts à deux.

#### Octobre
Ensuite, Leicester reçoit West Ham United pour son 4e match, cependant les Foxes encaissent un but seulement après quatorze minutes de jeu, but marqué par Michail Antonio, vingt minutes plus tard Pablo Fornals marque un deuxième but pour West Ham et vient enfoncer les Foxes, menés deux buts à zéro en première mi-temps, Les Foxes ne parviennent pas à retrouver le chemin des cages en deuxième mi-temps et encaisse un troisième but, marqué par Jarrod Bowen à la 83e minute causant ainsi la première défaite de la saison,.
Pour la cinquième journée, le club reçoit Aston Villa qui se conclut par une défaite un but à zéro à cause d'un but de Ross Barkley d'une passe décisive de John McGinn.
Pour la sixième journée, Leicester se déplace à Arsenal pour l'affronter, le club veut oublier son élimination deux buts à zéro à domicile lors de la Coupe de la ligue anglaise, le club s'impose à l'extérieur un but à zéro grâce à un but de Jamie Vardy.
La septième journée, Leicester se déplace à Leeds, Leicester conclut le mois d'octobre par une victoire quatre buts à un par des buts de Barnes, Tielemans et de Jamie Vardy contre ceux de Stuart Dallas pour Leeds.

#### Novembre
Le mois de novembre s'ouvre à domicile pour une rencontre contre les Wolves mais n'est pas de bonheur en championnat, le club s'impose qu'un but à zéro grâce à Jamie Vardy.
Les deux autres rencontres sont des défaites, Lors de la neuvième journée, le club part affronter Liverpool à Anfield (défaite 3-0, par des buts de Jonny Evans contre son camp et des buts de Jota et Roberto Firmino).
La dixième journée voit le club recevoir Fulham à domicile (défaite 2-1, par des buts de Lokkman et de Ivan Cavaleiro pour Fulham de Alphonse Aréola gardien en prêt du Paris Saint-Germain, et de Harvey Barnes pour Leicester).

#### Décembre
Le mois de décembre voit le club rehausser avec pour débuter lors de la onzième journée une victoire deux buts à un contre Sheffield United grâce à des buts de Ayoze Pérez et de Jamie Vardy contre ceux de Oliver McBurnie, ce qui ne permet pas à Leicester de monter à cause des victoires des trois premiers. Cette fin de match voit une surprise, malgré sa victoire 2-1; les héros Jamie Vardy (buteur) et James Maddison (passeur décisif) prennent un carton jaune une et deux minutes plus tard.
Lors de la douzième journée, le club reçoit Brighton & Hove Albion, et s'en sort facilement avec une victoire trois buts à zéro, grâce à Maddison et à Vardy.
La journée suivante, le club affronte Everton, qui se conclut par une défaite deux buts à zéro, par des buts de Richarlison et de Mason Holgate.
Ensuite, Leicester par à Tottenham, le club se pousse à marquer mais ce n'est qu'au bout du temps additionnel en première mi-temps que Leicester ouvre le score sur penalty grâce à Jamie Vardy, la seconde mi-temps voit Alderweireld marquer contre son camp et laisse les Foxes gagner 2-0 chez eux.
Par la suite, Leicester reçoit le grand Manchester United avec qui il n'avait plus gagné depuis 21 septembre 2014, lors d'une victoire cinq buts à trois, le club fait match nul deux partout par des buts de Harvey Barnes et de Axel Tuanzebe contre son camp pour Leicester (à moins que Jamie Vardy ait marqué) contre ceux de Marcus Rashford et de Bruno Fernandes (d'une passe décisive de l'uruguayen Cavani, ancien attaquant du PSG) pour United.
Lors du dernier match de l'année 2020, le club s'envole pour affronter Crystal Palace et ce match se conclut un but partout.

#### Janvier
Pour le mois de janvier, Leicester se déplace à Newcastle, le club s'en sort avec une victoire difficile deux buts à un grâce à James Maddison et Youri Tielemans.
Leicester accueille ensuite Southampton, le club s'imposera deux buts à un.
Pour son match contre Chelsea, le club n'a qu'une idée, gagner, Leicester ne s'était plus imposé contre les Blues à domicile depuis le 14 décembre 2015 là ou Leicester gagnait deux buts à un, à part un 1-0 historique à Stamford Bridge le 22 décembre 2018. Les Foxes finiront par briser la série noire de sans succès à domicile contre Chelsea grâce à une victoire deux buts à zéro.
Pour le match contre Everton, Les Foxes veulent prendre leur revanche, mais n'ira pas plus loin qu'un un but chacun.
Pour son match contre Leeds United est une catastrophe, le club qui s'était imposé quatre buts à un à l'aller s'inclinera trois buts à un à domicile.

#### Février
Pour débuter le mois de février, Leicester se déplace à Fulham pour prendre sa revanche, les Foxes sortent vainqueurs deux buts  à zéro grâce à des buts de Iheanacho et de Justin sur deux passes décisives de Maddison.
Le match suivant, Leicester se déplace à Wolverhampton qui se conclut par un nul 0-0.
Leicester affronte ensuite Liverpool, après une première mi-temps nulle et vierge, Liverpool ouvre le score à la 67e minute grâce au footballeur égyptien Mohamed Salah, cependant Leicester égalise onze minutes plus tard grâce à James Maddison et les Foxes marqueront d'ailleurs deux buts de plus en huit minutes ce qui permettra à Leicester d'obtenir sa première victoire contre Liverpool depuis le match de coupe de ligue anglaise en septembre 2017 et sa victoire trois buts à un en février 2017.
Leicester se déplace ensuite à Villa Park et sort vainqueur deux buts à un.
Par la suite, son match à domicile contre les Gunners est catastrophique, malgré un l'ouverture du score par Youri Tielemans à la sixième minute, Arsenal réagira très vite par des buts de l'ancien parisien David Luiz, l'ancien lyonnais sur penalty Alexandre Lacazette et de l'ancien lillois Nicolas Pépé, ce qui amènera à une défaite trois buts à un.

#### Mars
Le mois de mars est plutôt correct pour les Foxes qui commence par un nul 1-1 contre Burnley. On notera également les premiers débuts du jeune portugais Sidnei Tavares.
Le match suivant voit Leicester battre Brighton & Hove Albion sur le score de deux buts à un.
Le match contre Sheffield United est un carton, Leicester s'impose cinq buts à zéro grâce notamment à un triplé de Kelechi Iheanacho, à noter également le premier début du jeune footballeur sud-africain Thakgalo Leshabela.

#### Avril
Pour son premier match du mois d'avril et son trentième de la saison, Leicester reçoit Manchester City pour le match retour, cependant il se termine par une défaite deux buts à zéro.
Leicester part ensuite au Stade olympique de Londres pour y affronter West Ham United, il se conclut malheureusement par une défaite trois buts à deux, le doublé du nigérian Kelechi Iheanacho n'aura pas suffi.
Leicester reçoit par la suite, l'équipe de West Bromwich Albion, les Foxes commencent bien leur première mi-temps par des buts de Jamie Vardy à la vingt-troisième minute, de Jonny Evans à la vingt-sixième et par un but de Kelechi Iheanacho à la trente-sixième minute. En revanche, la deuxième mi-temps restera nulle et vierge, les Foxes sauvent leur troisième place grâce à leur victoire trois buts à zéro.
Le match contre Crystal Palace commence mal, en première mi-temps, après seulement douze minutes de jeu, Wilfried Zaha ouvre le score pour Crystal Palace, la suite reste par une défaite un but à zéro à la mi-temps mais les Foxes recollent cinq minutes après grâce à l'égalisation du belge Timothy Castagne, le nigérian Kelechi Iheanacho ressurgira trente minutes plus tard et permettra à son équipe de s'imposer deux buts à un.
Le match contre Southampton commence à 20 heures, mais la première mi-temps reste mitigée, Leicester connaîtra un premier carton rouge mais pour le joueur danois de Southampton, Vestergaard après dix minutes de jeu seulement, après un mi-temps vierge, le match reprend, mais quinze minutes après, Southampton obtient un penalty qui sera mis dans les cages par Ward-Prowse, heureusement, Evans surgit sept minutes plus tard et égalise, après vingt-deux minutes vierges en plus du temps additionnel, Leicester fait match nul, 1-1. 

#### Mai
Sa rencontre contre Newcastle United pour le match retour est catastrophique, à cause des buts de Willock et de Paul Dummett, les Foxes sont menés deux buts à zéro à la mi-temps, la série noire se prolonge par un doublé de Callum Wilson à la soixante-quatrième et soixante-treizième minute, menés quatre buts à zéro, Leicester recolle par des buts de Marc Albrighton et de Iheanacho à la quatre-vingtième et quatre-vingt-septième minute, mais ces deux buts ne suffiront pas, défaite donc quatre buts à deux.
Leicester part ensuite à Old Trafford affronter Manchester United, tenus en échec 2-2 lors du match aller, et éliminés en quarts trois buts à un en Coupe d'Angleterre malgré un but de Mason Greenwood à la trente-huitième minute, les Reds veulent prendre leur revanche, malheureusement, après dix minutes de jeu seulement Luke Thomas marque son premier but pour la première fois depuis le 26 novembre 2020 ou Thomas avait marqué contre Braga en Ligue Europa, et marque également son premier but en championnat grâce à une passe décisive de Youri Tielemans (situation qui se reproduira quatre jours plus tard lors de la finale de la Coupe d'Angleterre mais à l'inverse), cinq minutes plus tard, Mason Greenwood parvient à égaliser, après cela le reste de la première mi-temps restera nulle, la deuxième mi-temps est catastrophique pour Manchester United, les Foxes inscrira même un deuxième but grâce au turc Çağlar Söyüncü à la soixante-sixième minute, le reste du match n'aura pas de buts supplémentaires et Leicester s'impose pour la première fois en championnat depuis le 21 septembre 2014 ou les Foxes avaient atomisé sur une remontée folle les Reds cinq buts à trois, c'est également la première fois depuis le 31 janvier 1998 que les Foxes s'imposent à Old Trafford grâce à un but de Tony Cottee.
Le 18 mai 2021, trois jours après leur victoire un but à zéro lors de la finale de la Coupe d'Angleterre, la première de leur histoire, les Foxes rerencontrent les Blues, perdants de cette finale, la première mi-temps restera vierge, mais une minute après le sifflement de la deuxième mi-temps, Rüdiger ouvre le score pour Chelsea, s'ensuivra un but de Jorginho sur penalty à la soixante-sixième minute, mais dix minutes plus tard, Iheanacho réduit le score à deux buts à un, mais une bagarre à lieu dans les derniers instants du match ce qui amène l'arbitre du match Mike Dean à sortir beaucoup de cartons jaunes, finalement, aucun joueur n'est exclu et Leicester s'incline deux buts à un. Mais la bagarre aura le résultat d'une procédure d'une sanction et une perte de points contre Chelsea, après plusieurs discussions Chelsea échappe à une éventuelle déduction de points mais les deux équipes devront payer chacun une amende de 22500 livres,.
La dernière journée voit Leicester affronter les Spurs de Tottenham, mais cette rencontre est catastrophique, pourtant la rencontre commençait bien avec un but de Jamie Vardy sur penalty à la dix-huitième minute, mais treize minutes plus tard, Kane égalise, la première mi-temps se clôture 1-1. La deuxième mi-temps sera de suite, un nouveau but de Jamie Vardy sur pénalty sept minutes plus tard qui permettait à Leicester de mener deux buts à un. Mais lors d'un corner à la soixante-seizième minute, le gardien danois des Foxes dévie le ballon dans ses propres cages, marque contre son camp et cause l'égalisation de Tottenham, les quatre dernières minutes en plus du temps additionnel plongera les Foxes en enfer à cause de deux buts de l'ancien attaquant du Real Madrid et gallois Gareth Bale. Les Foxes s'inclinent quatre buts à deux et manqueront le retour en Ligue des champions alors que Chelsea s'inclinera pourtant deux buts à un contre Aston Villa.
Notes
1. ↑  Si Chelsea avait perdu deux points, et Leicester aucun, le championnat aurait été changé, Leicester aurait pu retourner en Ligue des champions grâce à sa 4e place pour la première fois depuis 2016, et Chelsea qui aurait fini 5e qui aurait dû aller en Ligue Europa mais son titre de Ligue des Champions 2020-2021 contre Manchester City lui permet automatiquement de se qualifier pour la phase de groupes Ligue des champions 2021-2022 mais n'ayant pas pu terminé dans les quatre premières places et donc se qualifier via son championnat, aurait empêché le champion turc, le Beşiktaş d'aller en phase de groupes (la 11e meilleure association du classement pour clubs accédant directement en phase de groupes si le tenant du titre de la Ligue des Champions était directement qualfiié via son championnat), et cela aurait également perturbé les autres compétitions avec la redistribution de places, mais cette décision n'a pas été appliquée.

### Classement
| Rang | Équipe            | Pts | J  | G  | N  | P  | Bp | Bc | Diff | Qualification ou relégation                                      |
| ---- | ----------------- | --- | -- | -- | -- | -- | -- | -- | ---- | ---------------------------------------------------------------- |
| 3    | Liverpool FC T    | 69  | 38 | 20 | 9  | 9  | 68 | 42 | +26  | Qualification pour la phase de groupes de la Ligue des champions |
| 4    | Chelsea FC        | 67  | 38 | 19 | 10 | 9  | 58 | 36 | +22  | Qualification pour la phase de groupes de la Ligue des champions |
| 5    | Leicester City C  | 66  | 38 | 20 | 6  | 12 | 68 | 50 | +18  | Qualification pour la phase de groupes de la Ligue Europa        |
| 6    | West Ham United   | 65  | 38 | 19 | 8  | 11 | 62 | 47 | +15  | Qualification pour la phase de groupes de la Ligue Europa        |
| 7    | Tottenham Hotspur | 62  | 38 | 18 | 8  | 12 | 68 | 45 | +23  | Qualification pour les barrages de la Ligue Europa Conférence    |

## Carabao Cup
L'aventure en Coupe de la Ligue n'aura pas duré pour Leicester, éliminé deux buts à zéro à domicile par Arsenal par des buts de Fuchs contre son camp et de Eddie Nketiah.

## Ligue Europa
| Rang | Équipe         | Pts | J | G | N | P | Bp | Bc | Diff |  | Résultats (▼ dom., ► ext.) |     |     |     |     |
| ---- | -------------- | --- | - | - | - | - | -- | -- | ---- |  | -------------------------- | --- | --- | --- | --- |
| 1    | Leicester City | 13  | 6 | 4 | 1 | 1 | 14 | 5  | +9   |  | Leicester City             |     | 4-0 | 3-0 | 2-0 |
| 2    | SC Braga       | 13  | 6 | 4 | 1 | 1 | 14 | 10 | +4   |  | SC Braga                   | 3-3 |     | 2-0 | 3-0 |
| 3    | Zorya Louhansk | 6   | 6 | 2 | 0 | 4 | 6  | 11 | -5   |  | Zorya Louhansk             | 1-0 | 1-2 |     | 1-4 |
| 4    | AEK Athènes    | 3   | 6 | 1 | 0 | 5 | 7  | 15 | -8   |  | AEK Athènes                | 1-2 | 2-4 | 0-3 |     |

## Compétitions
| Compétition    | Débute au tour   | Termine                          | Matches joués | Victoires | Nuls | Défaites | Buts pour | Buts contre | Différence |
| -------------- | ---------------- | -------------------------------- | ------------- | --------- | ---- | -------- | --------- | ----------- | ---------- |
| Premier League | Match 1          | 26 mai 2021 (5e)                 | 36            | 20        | 6    | 12       | 68        | 50          | +38        |
| Ligue Europa   | Phase de groupes | 25 février 2021 (1/16 de finale) | 8             | 4         | 2    | 2        | 14        | 7           | +7         |
| FA Cup         | 1/32 de finale   | 15 mai 2021 (Vainqueur)          | 6             | 6         | 0    | 0        | 13        | 2           | +11        |
| Carabao Cup    | 1/16 de finale   | 23 septembre 2020 (3e tour)      | 0             | 0         | 0    | 1        | 0         | 2           | -2         |
| Total          | Total            | Total                            | 50            | 30        | 8    | 12       | 92        | 55          | +37        |